# Jacinto Pais de Mendonça
Jacinto Pais de Mendonça (Porto Calvo, 10 de outubro de 1825 — 27 de fevereiro de 1900) foi um advogado e político brasileiro. Foi pai do senador Bernardo Sobrinho.
Foi deputado provincial, deputado geral e senador do Império do Brasil de 1871 a 1889 pelo Partido Conservador.